# Cydistomyia diasi
Cydistomyia diasi är en tvåvingeart som beskrevs av M. Josephine Mackerras och Rageau 1958. Cydistomyia diasi ingår i släktet Cydistomyia och familjen bromsar. Inga underarter finns listade i Catalogue of Life.